# Maestà cristianissima

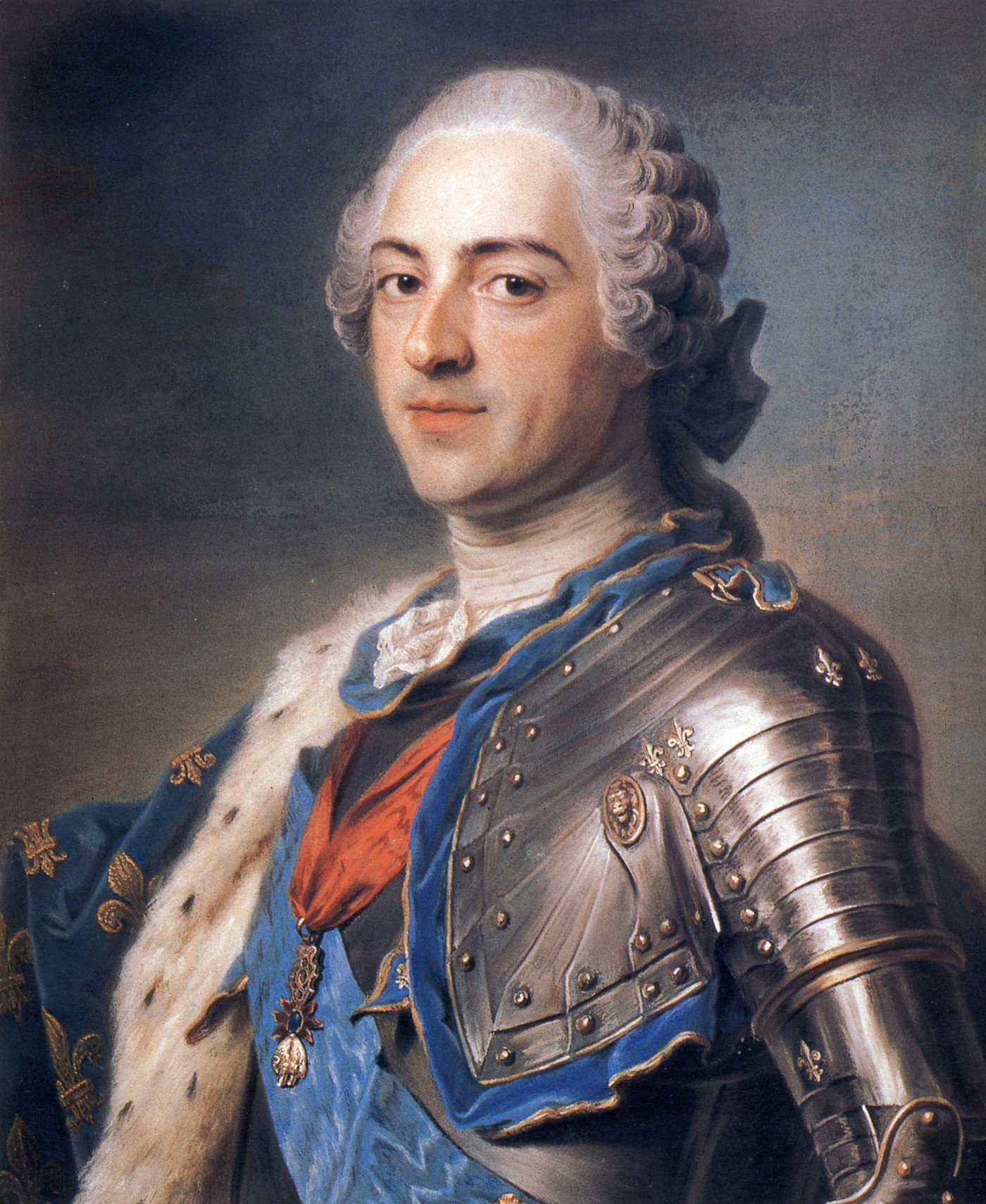
Sua maestà cristianissima Luigi XV di Francia.

L'appellativo di sua maestà cristianissima (in francese: sa Majesté très-chrétienne, SMTC) era il trattamento tradizionalmente spettante ai re di Francia.

## Distinzioni
Pur non essendoci alcun sovrano attualmente in Francia, il titolo si differenzia fra i tre pretendenti al trono:
- Legittimisti: "altissimo, potentissimo ed eccellentissimo principe X, per grazia di Dio re di Francia e di Navarra, re cristianissimo" ("Très haut, très puissant et très excellent prince X, par la grâce de Dieu roi de France et de Navarre, roi très-chrétien").
- Orleanisti: "X, per grazia di Dio e per la legge costituzionale dello stato, re dei francesi" ("X, par la grâce de Dieu et par la loi constitutionnelle de l'État, roi des français").
- Bonapartisti: "X, per grazia di Dio e costituzione della repubblica, imperatore dei francesi" ("X, par la grâce de Dieu et les constitutions de la République, empereur des français").

## Rex francorum
Il termine latino "Rex francorum" è stato il titolo latino ufficiale del re dei Franchi dopo l'adesione della dinastia carolingia al trono di Francia. Questo titolo è stato utilizzato nei documenti ufficiali fino al XVIII secolo. Tuttavia, a partire dal 1204, il titolo veniva alternato a quello di "Rex Franciae" (re di Francia), il quale divenne, nel 1226, con la salita al trono di Luigi IX il Santo, il titolo ufficiale del regno.

## Re cristianissimo
Il titolo "rex christianissimus" ebbe le sue origini dal lungo e pacifico rapporto con la Chiesa cattolica. La Francia era stata il primo stato moderno riconosciuto ufficialmente dalla Chiesa ed è stata appellata come la figlia prediletta della Chiesa. Clodoveo I, re dei Franchi, era stato riconosciuto dal papa come protettore di Roma.
Di conseguenza, questo titolo è stato riconosciuto ai sovrani francesi. Durante il regno di Carlo VII il titolo di maestà cristianissima venne riconosciuto come appellativo ereditario ed esclusivo dei re di Francia.

## Re dei francesi
Con la rivoluzione francese arrivò il momento di scrivere una carta costituzionale per la Francia. Fra le varie riforme il sovrano cessò di essere un governante assoluto che traeva la propria legittimità direttamente da Dio, e divenne un sovrano costituzionale legittimato della volontà del popolo francese e per il bene del popolo francese.
Mediante il decreto del 12 ottobre 1789, il titolo regale venne modificato da "Per grazia di Dio, re di Francia e Navarra" a "Per grazia di Dio e della legge costituzionale dello Stato, re dei francesi" ("Par la grâce de Dieu et par la loi constitutionnelle de l'État, roi des français"), diventando ufficiale con la pubblicazione della nuova carta costituzione del 1º ottobre 1791.

## Imperatore dei francesi
Il titolo di "imperatore dei francesi" era l'appellativo coniato ed utilizzato da Napoleone Bonaparte a partire dal 1804. I monarchici bonapartisti ed i successori di Napoleone continuano a reclamare ed utilizzare questo titolo.